# Cirolana aldabrensis
Cirolana aldabrensis är en kräftdjursart som beskrevs av Marilyn Schotte och Brian Frederick Kensley 2005. Cirolana aldabrensis ingår i släktet Cirolana och familjen Cirolanidae.
Artens utbredningsområde är Aldabra. Inga underarter finns listade i Catalogue of Life.